# Pamír Stadion
A Tádzsikisztáni Központi Stadion (tádzsikul: Варзишгоҳи марказии Тоҷикистон), más néven Pamír Stadion egy többcélú stadion Tádzsikisztánban. Elsősorban labdarúgó-mérkőzések megrendezésére használják. A stadion 20 000 férőhelyes.
Jelenleg a tádzsik labdarúgó-válogatott és az FC Istiqlol Dushanbe otthona. A 2022-es világbajnoki selejtező során Afganisztán mérkőzéseinek adott otthont. A Dusanbei Állatkert mellett található.

## Története
A stadion építése 1939-ben kezdődött, de a második világháborúban a német−szovjet háború miatt meg kellett szakítani a beruházást. Az épületet 1946-ban nyitották meg, akkor még csak 5000 férőhelyes volt a lelátója. A létesítményt 1962-ben újjáépítették, és akkor 21 400 férőhelyes lett. A Szovjetunió összeomlása után a stadiont „Központi Stadionnak” nevezték el. A helyszín felújítása 2014 márciusában fejeződött be. Az FC Istiklol labdarúgóklub mellett a tádzsik labdarúgó-válogatott otthona is. Korábban a CSZKA Pamír Dusanbe is használta. A tádzsikisztáni ifjúsági és női válogatott is itt tartotta néhány mérkőzését.
2015 októberében a stadion adott otthont az AFC-kupa döntőjének a helyi FC Istiklol és a malajziai Johor Darul Ta'zim FC között, amelyet Johor nyert meg 1-0-ra.
A futballmérkőzések mellett a stadion különféle sporteseményeknek ad otthont, például atlétikának. Szintén itt tartanak ünnepeket, városi és állami szintű rendezvényeket, előadásokat és koncerteket.

## Fordítás
- Ez a szócikk részben vagy egészben  a   Pamir-Stadion című német Wikipédia-szócikk ezen változatának fordításán alapul.  Az eredeti cikk szerkesztőit annak laptörténete sorolja fel. Ez a jelzés csupán a megfogalmazás eredetét és a szerzői jogokat jelzi, nem szolgál a cikkben szereplő információk forrásmegjelöléseként.